# Ludwig Friedrich von Böltz
Ludwig Friedrich Böltz, ab 1891 von Böltz, (* 4. August 1818 in Schwäbisch Hall; † 28. Juli 1908 ebenda) war ein württembergischer Oberamtmann.

## Leben
Ludwig Friedrich Böltz studierte Rechtswissenschaften Eberhard Karls Universität Tübingen. 1839 wurde er Mitglied des Corps Rhenania Tübingen. 1842 bestand er die erste und 1843 die zweite höhere Dienstprüfung. Bis 1858 arbeitete er anschließend als erster Aktuar bei der Stadtdirektion Stuttgart. 1858 wurde Ludwig Friedrich Böltz zum Oberamtmann von Nagold ernannt, 1872 übernahm er das Oberamt Öhringen. 1891 trat er in den Ruhestand.

## Ehrungen
- 1875 Ritterkreuz I. Klasse des Friedrichsordens
- 1891 Ehrenkreuz des Ordens der Württembergischen Krone[2], mit dem der persönliche Adel (Nobilitierung) verbunden war.